# Cooking! at the Jazz Bakery
Cooking! at the Jazz Bakery från 1996 är ett musikalbum med Jan Lundgren. Skivan är inspelad på jazzklubben The Jazz Bakery i Los Angeles tillsammans med amerikanska musiker.

## Låtlista

### CD 1
1. Introduction (Chuck Niles) – 0:33
2. Our Delight (Tadd Dameron) – 4:00
3. Bruz (Al Haig) – 4:45
4. Social Call (Gigi Gryce) – 4:12
5. Little Niles (Randy Weston) – 4:38
6. Nica's Tempo (Gigi Gryce) – 5:45
7. Early Autumn (Ralph Burns/Woody Herman/Johnny Mercer) – 5:14
8. Bohemia after Dark (Oscar Pettiford) – 5:47
9. Milestones (Miles Davis) – 4:30
10. Webb City (Bud Powell) – 5:41
11. Four (Eddie Winson/Miles Davis) – 5:34

### CD 2
1. Hot House (Tadd Dameron) – 5:50
2. On a Misty Night (Tadd Dameron) – 4:26
3. Lady Bird (Tadd Dameron) – 4:50
4. If You Could See Me Now (Tadd Dameron/Carl Sigman) – 5:05
5. Sister Sadie (Horace Silver) – 5:1
6. Relaxin' at Camarillo (Charlie Parker) – 5:02
7. Confirmation (Charlie Parker) – 5:02
8. Groovin' High (Dizzy Gillespie) – 5:05
9. Moanin' (Bobby Timmons) – 6:53
10. Värmlandsvisan (trad) – 1:39

## Medverkande
- Jan Lundgren – piano
- Chuck Berghofer – bas
- Joe Labarbera – trummor